# Orectognathus csikii
Orectognathus csikii is een mierensoort uit de onderfamilie van de Myrmicinae. De wetenschappelijke naam van de soort is voor het eerst geldig gepubliceerd in 1926 door Szabó.